# Jim Bowie
James Bowie, detto Jim Bowie (Contea di Logan, 10 aprile 1796 – Alamo, 6 marzo 1836), è stato un militare statunitense.
Fu un massone, un pioniere e soldato del XIX secolo che ebbe una parte importante nella rivoluzione texana e che rimase ucciso nella battaglia di Alamo. Nacque nel Kentucky, e trascorse la maggior parte della sua vita in Louisiana, prima di trasferirsi in Texas e unirsi alla rivoluzione.
Bowie è conosciuto anche per il tipo di coltello portato, che fu noto come coltello Bowie. Le storie del suo spirito di frontiera, lo hanno reso uno dei più interessanti eroi popolari della storia del Texas.

## Biografia

### Origini e formazione
Il nonno di Jim Bowie, chiamato anche James, arrivò nelle colonie inglesi nel 1742. Nel 1745 sposò Sarah Whitehead e si trasferì nello stato della Georgia. Ebbero un figlio che chiamarono Rezin, dal nome del re biblico degli Aramei. Rezin combatté nella Rivoluzione americana. Durante la rivoluzione, Rezin sposò Elve Jones nel 1782 e da lei ebbe dieci figli. Lasciarono la Georgia diretti all'attuale Tennessee. L'8 settembre 1793 nacque Rezin Bowie Junior. Rezin Senior emigrò con la sua famiglia nel Kentucky dove nacque James Bowie intorno al 10 aprile 1796. Altri due figli, Stephen e Luca, vennero al mondo l'anno successivo.
Pur essendo nato nel Kentucky, Bowie trascorse la maggior parte della sua infanzia in Louisiana, nella parrocchia attualmente conosciuta come Catahoula Parish. Durante la sua giovinezza, il ragazzo si dedicò alla caccia ed alla pesca e leggende popolari tramandano fosse capace di catturare con il laccio gli alligatori, di addomesticare i cavalli selvaggi e di catturare gli orsi. Nel 1803 Rezin Sr. andò a vivere con la sua famiglia a St. Landry Parish, in Louisiana.

### Le esperienze militari e lo schiavismo

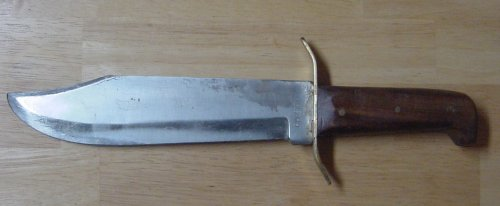
Il Bowie Knife

I due fratelli James e Rezin Jr. s'impegnarono nella compagnia della milizia nazionale della Luisiana del Col. Colman Martin per combattere i soldati del Regno Unito a New Orleans. James e suo fratello arrivarono troppo tardi, la battaglia era già finita. Il trattato di Gand concluse ufficialmente la guerra del 1812. Rezin sposò Margaret F. Neville nel 1814 e la coppia ebbe 5 figli. Il loro padre, Rezin Bowie Sr., morì nel 1821. Rezin sarebbe morto il 17 gennaio 1841.
Dopo la guerra, Bowie e suo fratello si diressero verso la costa del Texas e incontrarono il pirata francese Jean Lafitte per comprare e vendere schiavi illegalmente. Il governo statunitense aveva trasformato in legge nel 1808 il bando all'importazione degli schiavi negli Stati Uniti. James e Rezin Jr. si arricchirono grazie alle numerose attività commerciali cui si dedicarono, accumulando $65 000, una somma considerevole a quel tempo. Dopo aver concluso l'attività d'importazione illegale di schiavi, Bowie si diede all'altrettanto illegale speculazione terriera. Si stabilì a Rapides Parish (Louisiana) nel 1814.

### Le avventure e la fama
Durante il periodo precedente la Rivoluzione Texana, Bowie visse innumerevoli tipi di avventure, inclusa la sua famosa ricerca delle miniere argentifere di San Saba (Texas), ricerca che si concluse in modo infruttuoso. In questo periodo partecipò a molte battaglie distinguendosi per il suo ardente temperamento. Rezin Bowie gli fece dono della versione arcaica di quello che Jim modificò dando vita al leggendario Bowie Knife, un grosso coltello, lungo circa ventiquattro centimetri e largo quattro.
La prima manifestazione pubblica di coraggio, divenuta famosa, fu durante una rissa vicino a Natchez (Mississippi), il c.d. "Sandbar Fight", dove alcune persone morirono e lui stesso rimase ferito. Questa rissa, fu originata da un duello tra Samuel Levi Wells II e Dott. Thomas Maddox. I due uomini si spararono l'un l'altro senza colpirsi. Uno spettatore, Alexander Crain, colpì un altro spettatore, Samuel Cuny. Bowie allora sparò a Crain ma lo mancò. Un banchiere del luogo, Norris Wright sparò colpendo Bowie nella parte bassa del petto. Si narra che Bowie, ignorando la ferita, abbia rincorso Wright con il suo famoso coltello. Durante la schermaglia, molte persone attaccarono Bowie con i loro coltelli, ma Bowie, con la sua lunga lama, li colpì a sua volta. Fu qui che si guadagnò la sua reputazione di gran combattente col pugnale e il suo lungo coltello divenne famoso come formidabile arma. Uomini di tutto il Texas cominciarono a commissionare ai fabbri la realizzazione di coltelli come quello di Bowie per loro.

### La partecipazione alla rivoluzione texana e la morte
Nel 1830 Bowie sposò Ursula de Veramendi (figlia del Vice Governatore delle province del Coahuila e Texas) e nel 1831 si stabilì a San Antonio diventando cittadino messicano. Nel settembre 1833, mentre Bowie, sofferente di febbre gialla era lontano, a Natchez, Ursula Bowie e la loro figlia (oltre agli stessi genitori) morirono durante una epidemia di colera nella fazenda dei Veramendi a Monclova, dove lo stesso Bowie aveva inviato moglie (incinta del secondo figlio) e figlia proprio per allontanarle dal pericolo dell'epidemia che stava infuriando nel Texas. Dopo questo fatto, si narra che Bowie si fosse dato all'alcool.
Amico di Sam Houston, Moses e Stephen Austin, Erasmo Seguin, Juan Seguin e altri leader dell'indipendentismo texano, dopo l'abrogazione da parte di Santa Anna, nel 1835, della Costituzione democratica messicana approvata nel 1824 e l'inizio della persecuzione nei confronti dei coloni anglo-americani, Bowie si unì alla causa indipendentista a Gonzales, guidando i Texani a Conception (28 ottobre 1835), alla battaglia di Grass Fight (26 novembre 1835) e, ucciso in combattimento Benjamin Rush Milam, alla conquista di Bejar (5-9 dicembre 1835), insieme al quasi altrettanto famoso Erastus "Deaf" Smith. Subentrò, quindi, al col. James L. Neill come comandante della missione / fortezza di San Antonio a Bejar, presidiata da volontari, ma l'arrivo di truppe regolari texane al comando del maggiore William Travis (nel frattempo nominato colonnello) innescò un dissidio tra i due "co-comandanti" fino a quando, debilitato per la malattia, lo stesso Bowie ordinò ai suoi di obbedire agli ordini di Travis. Al tempo in cui fu ucciso nella Battaglia di Alamo, all'età di 39 anni, Bowie era ammalato di tubercolosi a uno stadio avanzato.

## Nella cultura di massa

### Cinema
Il personaggio di Jim Bowie venne ripreso in numerosi film che raccontano la fine di Alamo. Il primo fra tutti è stato, nel 1915, Sotto l'unghia dei tiranni, diretto da Christy Cabanne, dove il personaggio di Bowie è interpretato da Alfred Paget.
Nel 1937, la piccola casa di produzione Republic Pictures, specializzata in western, produsse The Painted Stallion, dove appare il personaggio di Bowie, che fu interpretato da Hal Taliaferro.
I suoi duelli sono rappresentati ne L'amante di ferro, titolo originale americano The Iron Mistress del 1952 di Gordon Douglas con Alan Ladd nel ruolo di Jim Bowie. Nel 1955 il personaggio di James Bowie fu interpretato da Sterling Hayden nel film Alamo (The Last Command), diretto da Frank Lloyd.
Nel film La battaglia di Alamo del 1960, diretto da John Wayne, il personaggio di Jim Bowie è interpretato da Richard Widmark; nel 1987, nel film-TV The Alamo: 13 Days to Glory diretto da Burt Kennedy, il ruolo di Jim Bowie fu interpretato da James Arness; infine, nel 2004, Bowie viene interpretato dall'attore Jason Patric nel film Alamo - Gli ultimi eroi, diretto da John Lee Hancock.

### Musica
Il cantante rock David Bowie prese il cognome di Jim Bowie come nome d'arte, per esprimere il suo amore per la cultura statunitense. Fu ispirato dal film La battaglia di Alamo del 1960, dove Jim Bowie è interpretato da Richard Widmark.